# Circarama USA

Circarama USA est le nom de l'attraction précédant en lieu et place le Circle-Vision 360° qui garda le même système technique. Le procédé Circle-Vision 360° avait aussi pour nom Circarama. L'attraction ouvrit avec le parc Disneyland le 17 juillet 1955.
L'attraction était nommée Circarama USA de 1955 à 1967, puis Circle-Vision 360°. Jusqu'en 1984, elle présentait des images sur les États-Unis au sein d'une salle circulaire sans siège. Elle a connu plusieurs sponsors.
 Cette attraction a ouvert avec le parc Disneyland, c'est une attraction du Disneyland d'origine
Les spectacles furent:
- Sous le nom de Circarama USA
  - 1955-1959, A Tour of the West
  - 1960-1967, America the Beautiful
- Sous le nom de Circle-Vision 360°
  - 1967-1984, America the Beautiful
  - 1984-1989, All Because Man Wanted to Fly (lobby pre-show)
  - 1984-1996, American Journeys
  - 1984-1996, Wonders of China
  - 1996-1997 et Septembre 2001, America the Beautiful
- Attraction suivantes :
  - la file d'attente de Rocket Rods 1997-2002
  - Buzz Lightyear's Astro Blasters depuis 2005